# 山田幸子 (テレビ愛媛アナウンサー)
山田 幸子（やまだ ゆきこ、1954年12月30日 - ）は、愛媛県松山市出身のフリーアナウンサーで、元テレビ愛媛の女性アナウンサーである。

## 来歴

### テレビ愛媛時代
- 松山商科大学を卒業後、1977年にテレビ愛媛に入社し、『スーパータイムEBC600』、『夕刊ガッツ!!』などを担当した。
- 『新鮮!まる生愛媛』はアナウンサーでなくプロデューサーを担当した。
- 西予市で毎年行われている『全国「かまぼこ板の絵」展覧会』の審査員[1]として務め、「山田幸子審査員賞」[2]というのがある。
- 2020年3月31日、定年退職を迎えた[3]。

### フリーアナウンサー時代
- 退職後はフリーアナウンサーとしての活動を開始する。
- 2020年10月9日よりnoteにて、山田と母による二人三脚のブログを開始。仕事の経験談、エッセイ、伊予弁での家族の会話や手書きのイラストが掲載されている。

## 人物
- 長年テレビ愛媛に勤務しながら、普段から後輩など同僚へのフォローも欠かさなかった様子である[3]。フジテレビとFNS系列28局のアナウンサーの資質向上を目的に開かれている「FNSアナウンス大賞」で橋本利恵アナウンサーがナレーション部門敢闘賞を受賞している。出品する作品の選定に悩み山田に相談。「このナレーションが橋本さんらしくていいと思う」と「後押し」した[3]。「この賞を糧に、先輩方のアドバイスを胸に、みんなの背中を後押しできる助け人になれるよう、がんばります」と、橋本アナウンサーが感謝の言葉と山田の定年退職のことを伝えている[3]。

### 家族
- 母、妹がいる。妹は都会の音楽大学に進学したという[4]。

## 受賞歴
- 1987年、第3回FNSアナウンス大賞では年間MVP大賞を受賞。
- 1996年、第12回FNSアナウンス大賞はCM部門で受賞。

## 担当番組

### テレビ番組
- 『スーパータイムEBC600』
- 『スーパータイムEBC530』
- 『EBCスーパータイム』
- 『EBCスーパーニュース』
- 『夕刊ガッツ!!』
- 『新鮮!まる生愛媛』- プロデューサーとして担当。
- 『まる生金曜日』- プロデューサーとして担当。
- テレビ愛媛 開局50周年特番 『あしたもきっときょうのような日』[5]